# Clytus ciliciensis
Clytus ciliciensis är en skalbaggsart som först beskrevs av Louis Alexandre Auguste Chevrolat 1863.  Clytus ciliciensis ingår i släktet Clytus och familjen långhorningar. Inga underarter finns listade i Catalogue of Life.